# Rue de Buzenval
La rue de Buzenval est une voie située dans le quartier de Charonne du 20e arrondissement de Paris.

## Situation et accès
La rue de Buzenval est desservie à proximité par la ligne 9 à la station Buzenval.

## Origine du nom
La rue commémore la bataille de Buzenval qui se déroula le 19 janvier 1871, entre les troupes de Paris et l'armée allemande durant le siège de Paris de 1870-1871.

## Historique
Cette voie de l'ancienne commune de Charonne était originellement, entre les rues des Haies et des Vignolles, une ancienne portion de la rue Basse-des-Vignolles qui prit ensuite le nom de « rue des Vignoles ».
La section comprise entre la rue des Vignolles et la rue de Terre-Neuve est présente sur les plans cadastraux de 1812 sous le nom de « passage Papier ».
Ces deux sections sont classées dans la voirie parisienne en vertu d'un décret du 23 mai 1863 et prennent la dénomination actuelle par un arrêté du 10 décembre 1878.
Par un décret du 20 février 1897, la rue est prolongée, entre les rues de la Plaine et des Haies.
Un autre décret du 16 août 1919 autorise sa prolongation entre les rues de Terre-Neuve et Alexandre-Dumas.
Enfin, la partie comprise entre les rues de Lagny et de la Plaine a été ouverte par la Ville de Paris par un arrêté du 14 août 1934, sur l'emplacement de l'ancienne usine à gaz de Saint-Mandé.

## Bâtiments remarquables et lieux de mémoire
- Centre d’animation Ken Saro-Wiwa (arch. Aghis Pangalos & Anne Feldmann, 2015), au n°63[1]. Il remplace un ancien poste électrique (architecte Clément Ligny)[2].
- No 61, à l'angle avec la rue d'Avron : entre 1913 et 1977, Grand Cinéma Buzenval, puis Casino de Buzenval, reconstruit au milieu des années 1930 et renommé Palais d'Avron[3], reconverti en supermarché, façade Art déco détruite. Il abrite l'entrée de la station de métro Buzenval[4],[5].

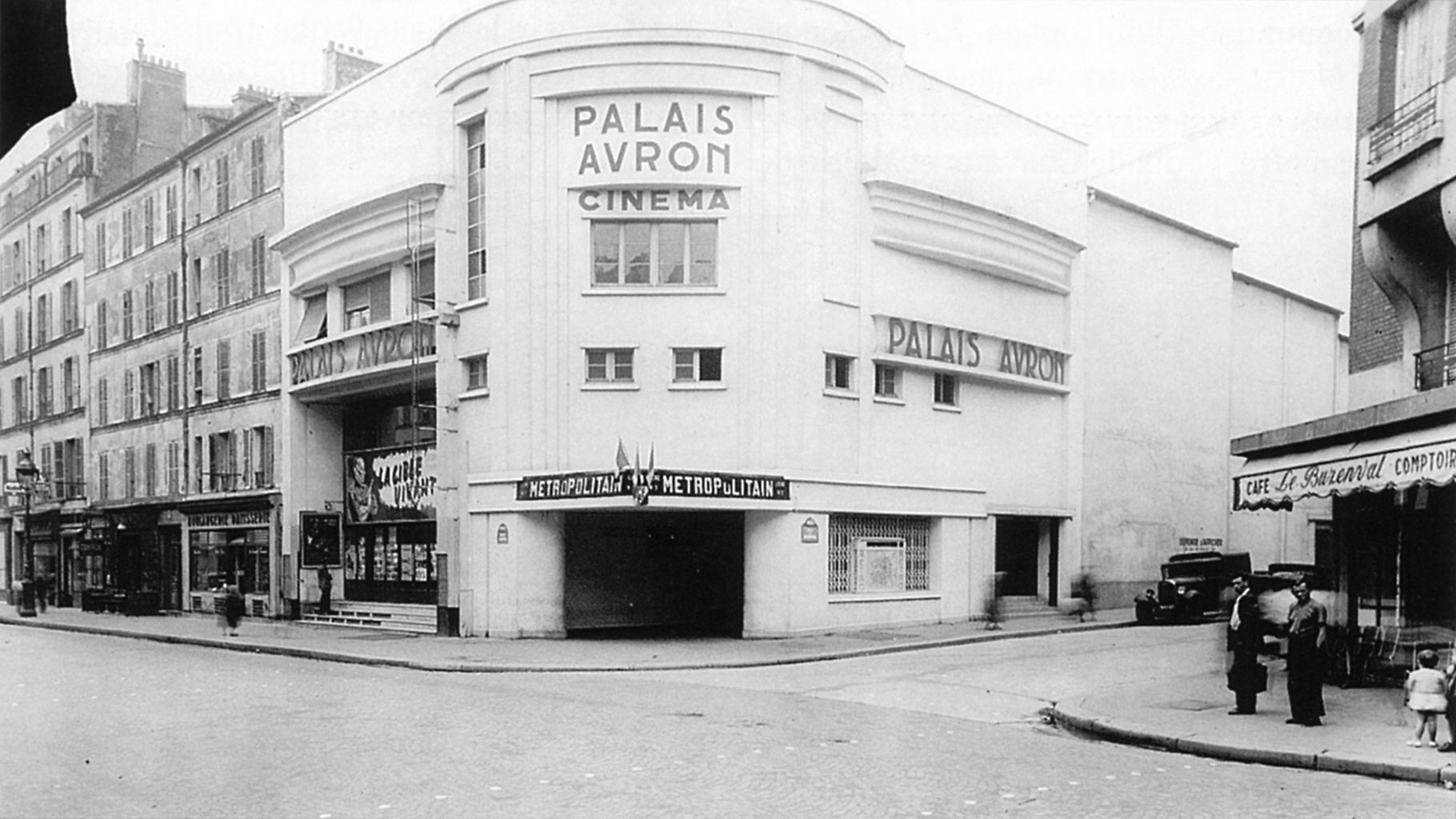
La station Buzenval de la ligne 9.
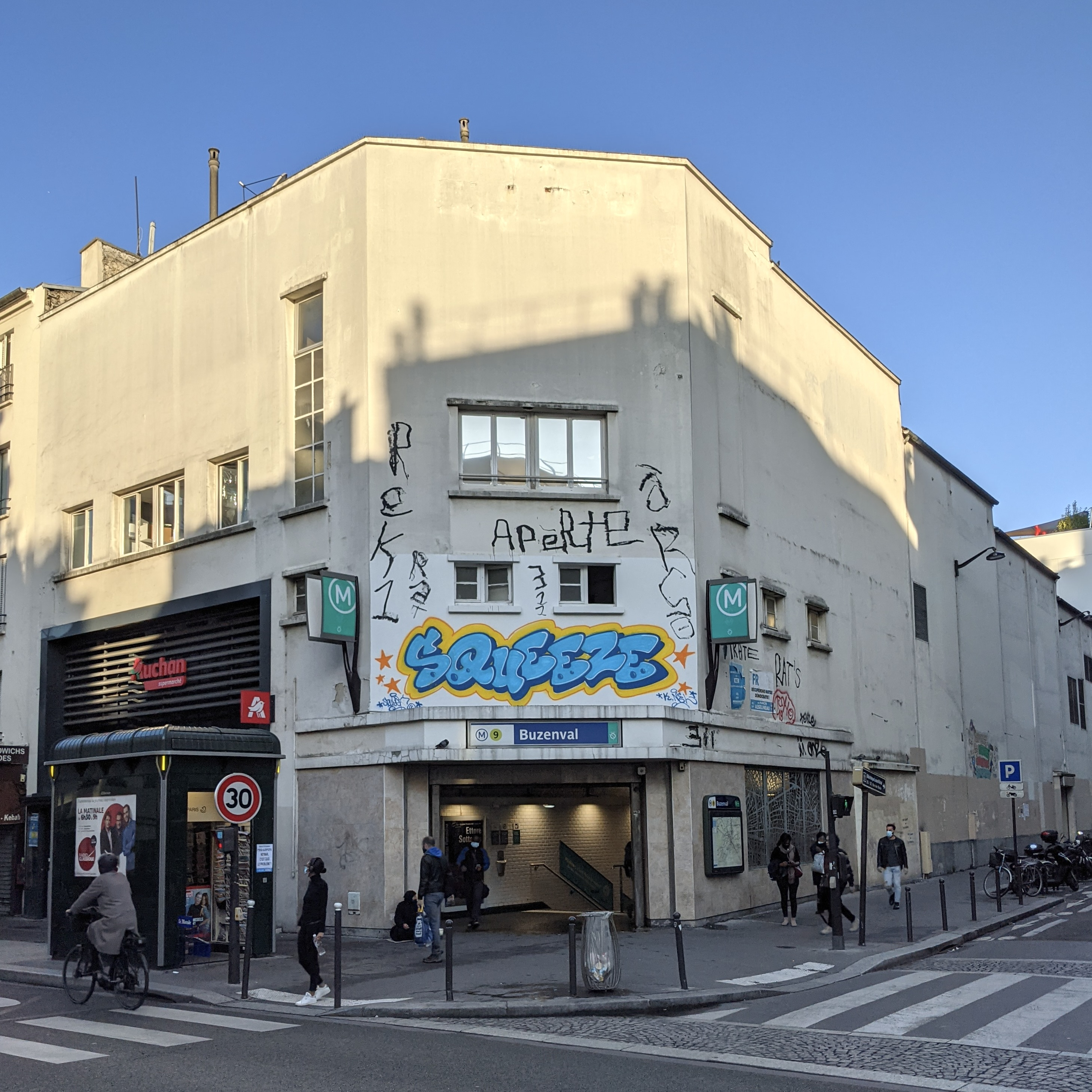
Le même immeuble en 2021.